# Crudismo (arte)
El Arte Cruso o Crudismo es un movimiento artístico iniciado por el artista europeo Manuel Chabrera (Tarragona España, 1952) con motivo de la exposición celebrada en la Sede de las Naciones Unidas de Ginebra en noviembre de 1999.
Esta exposición marca el comienzo de la producción caracterizada por la sencillez, inmediatez y frescura de la pintura, que técnicamente usa pinceladas muy rápidas , que implican la extrema perfección técnica por la imposibilidad de ser retocadas.

## Historia
El término crudismo es aplicado por primera vez conceptualmente por la escritora inglesa Sandra Miller con motivo de una exposición de Chabrera en Cannig House (Londres 1999) posteriormente el escritor británico Chistian Humpfries durante la visita a la exposición de Chabrera y Tilen Zbona celebrada en el Museo de Salinas de Secovlje (Eslovenia) en octubre de 2008, decide utilizar el término “Crude” como más adecuado que “Raw” a la definición de los cuadros expuestos en dicho Museo. Aunque ya antes Chabrera había utilizado y defendido el término crudo como sinónimo de rigor y realismo (crudo: riguroso, duro, inmaduro, tierno, verde, realista, destemplado, severo, descarnado, frío), es gracias a la elaboración de una crítica más abierta que podemos hallar en los artículos del esloveno Aleksander Zadel, del italiano Michelle Drascek o del crítico e historiador del arte español Iván de la Torre Amerighi- que el término crudo gana toda su dimensión simultánea de voluntad y renuncia.

## Características
Los colores generalmente primarios o combinaciones elementales de estos recuerdan los de los niños en sus primeras etapas del aprendizaje de la expresión pictórica. 
La destreza y perfección técnica implica que el resultado produce un gran impacto en el observador aficionado mientras el especialista es atraído por la belleza y singularidad de los trazos y pinceladas.
Existen dos modalidades de arte crudista.
El sentido de crudeza se manifiesta globalmente desde la elección de la técnica de ejecución a la temática o contenidos, generalmente con influencia del expresionismo abstracto, con una cierta carga de ironía y muchas veces de contenido social.
Es un arte profundamente fresco en la concepción pero riguroso en la ejecución, que alcanza también en el crudismo al uso de los soportes habitualmente lienzos y papel de gran formato sin enmarcar (llegan a superar 10 metros).
Una vez ejecutado es colgado directamente en los muros o de los techos como lonas al viento que se mueven al compás del ritmo de las corrientes de aire o de los movimientos o evoluciones de los observadores al recorrer los espacios expositivos.
El artista siempre prefiere exponer en lugares abiertos, zonas de paso o circulación, pasillos y patios donde el juego de movimientos y luces produce un efecto dinámico que contribuye al dramatismo del contenido.

## Otros artistas crudistas
En una perspectiva amplia e históricamente rigurosa los primeros gestos del crudismo aparecen implícitamente en Pollock, Georges Mathieu o Yves Klein así como en la obra del fotógrafo Hans Namuth y podemos llegar a la actualidad con representantes europeos de la calidad de Tilen Tzbona, Francisco Bella y Tomo Vran.
- Datos: Q5792326